# Ibicoara

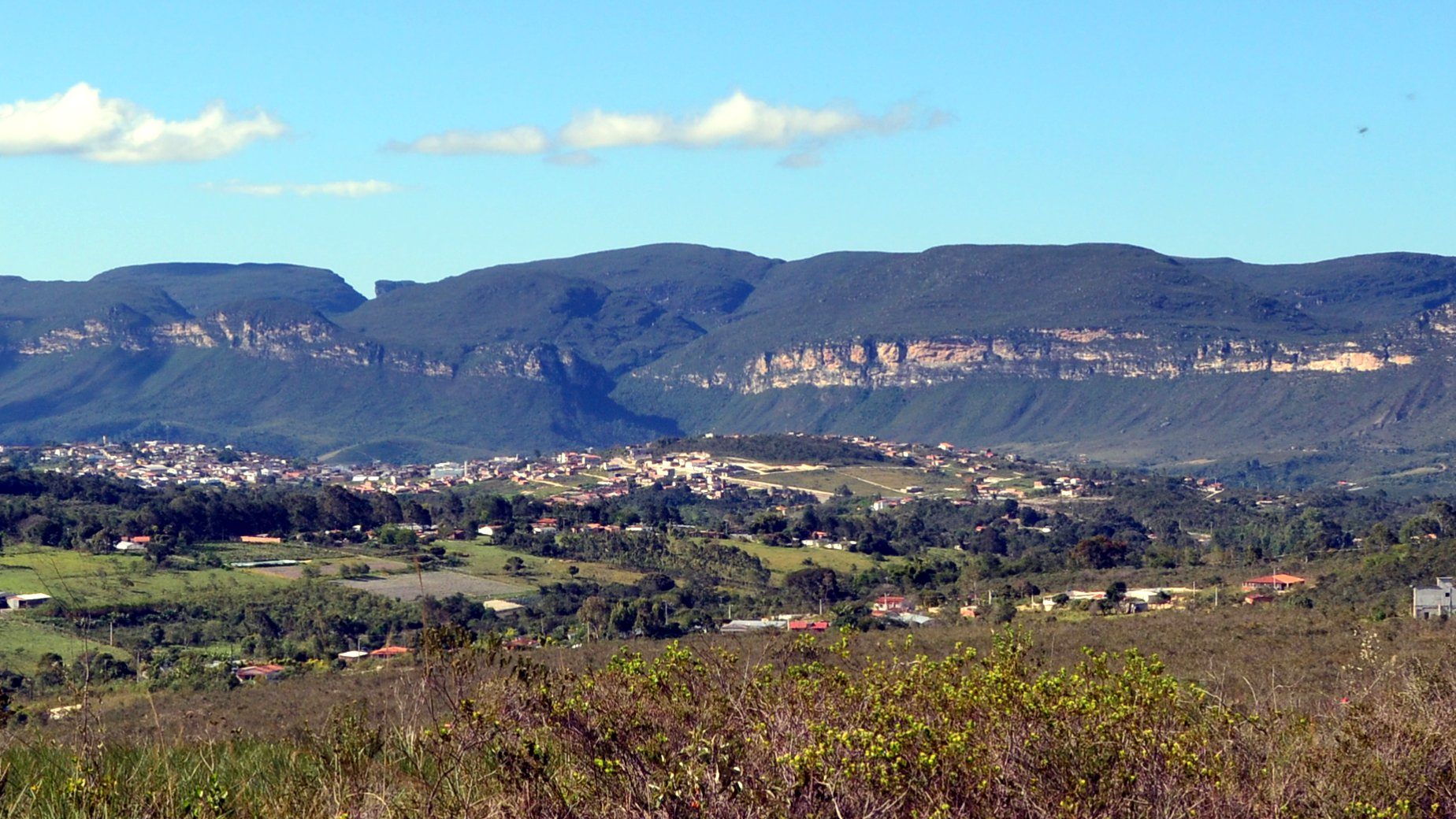
Visão panorâmica da sede do município.

Ibicoara é um município brasileiro do estado da Bahia. Sua população estimada em 2021 era de 19 990 habitantes. Situada no Sudoeste da Chapada Diamantina, abriga duas das maiores atrações turísticas da região: a Cachoeira do Buracão e a Cachoeira da Fumacinha. "Ibicoara" é um vocábulo tupi que significa "buraco na terra", "cova" a partir da junção dos termos yby ("terra") e kûara ("toca").

## Economia
A cidade é hoje uma das maiores produtoras de café e hortigranjeiro da região Nordeste.
Destacam-se, também, o artesanato, a apicultura e o fabrico de cachaça.
A atividade de ecoturismo vem crescendo e gerando empregos.
Também tem destaque a produção de maçã eva.